# Carex grallatoria
Carex grallatoria là một loài thực vật có hoa trong họ Cói. Loài này được Maxim. mô tả khoa học đầu tiên năm 1887.

## Hình ảnh

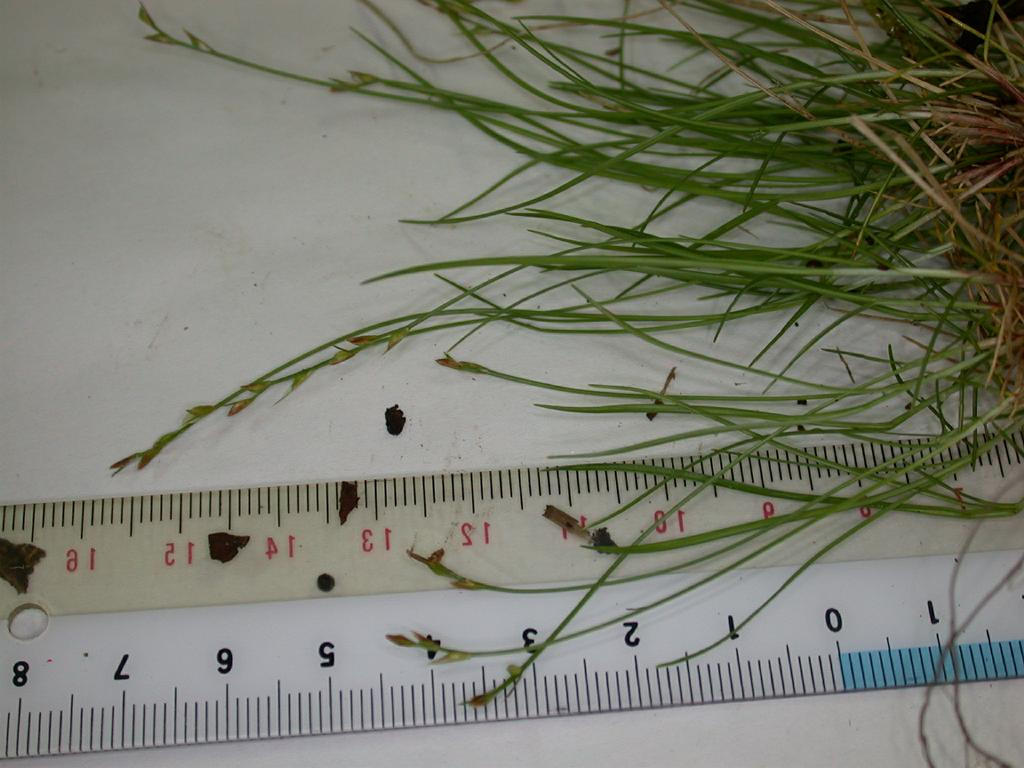
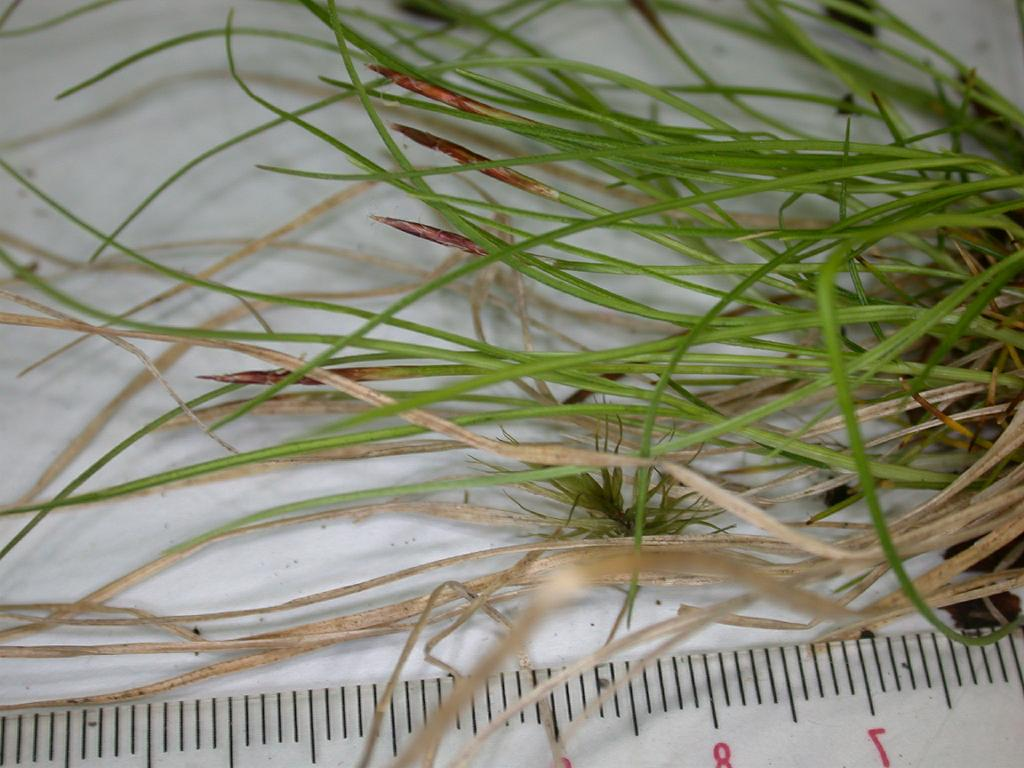
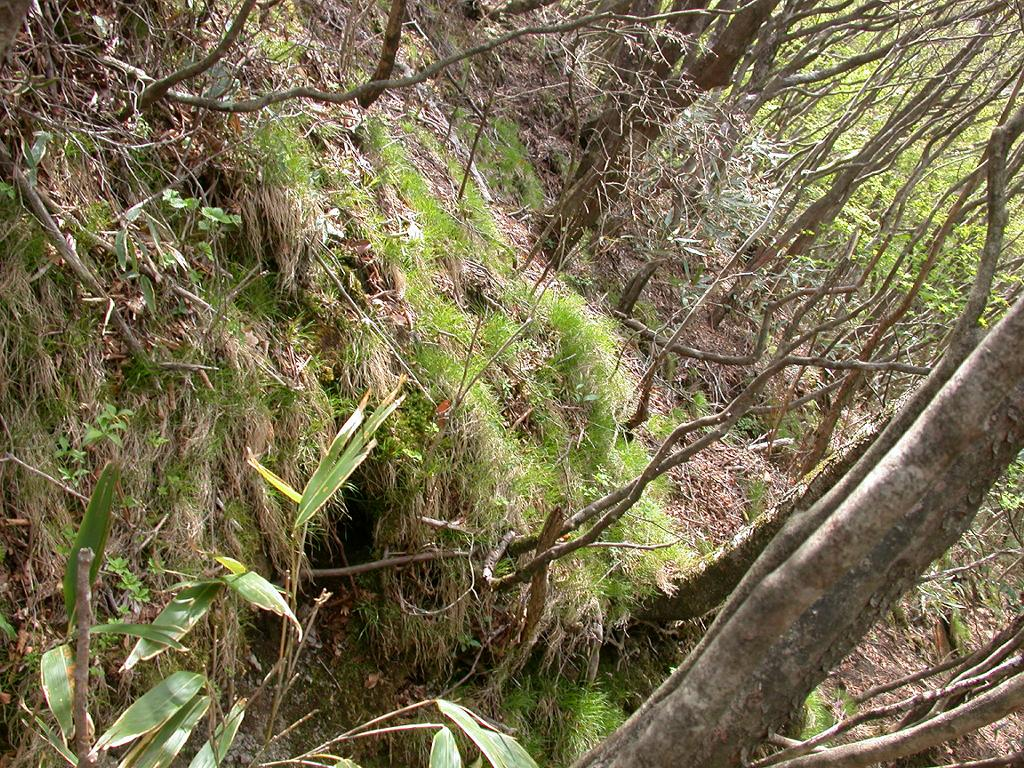